# Ulica Henryka Sienkiewicza w Tarnowskich Górach
Ulica Henryka Sienkiewicza w Tarnowskich Górach – jedna z głównych ulic Tarnowskich Gór. Łączy północną część dzielnicy Śródmieście-Centrum z południową częścią Sowic. Stanowi fragment drogi powiatowej klasy Z nr 3290S powiatu tarnogórskiego.

## Przebieg

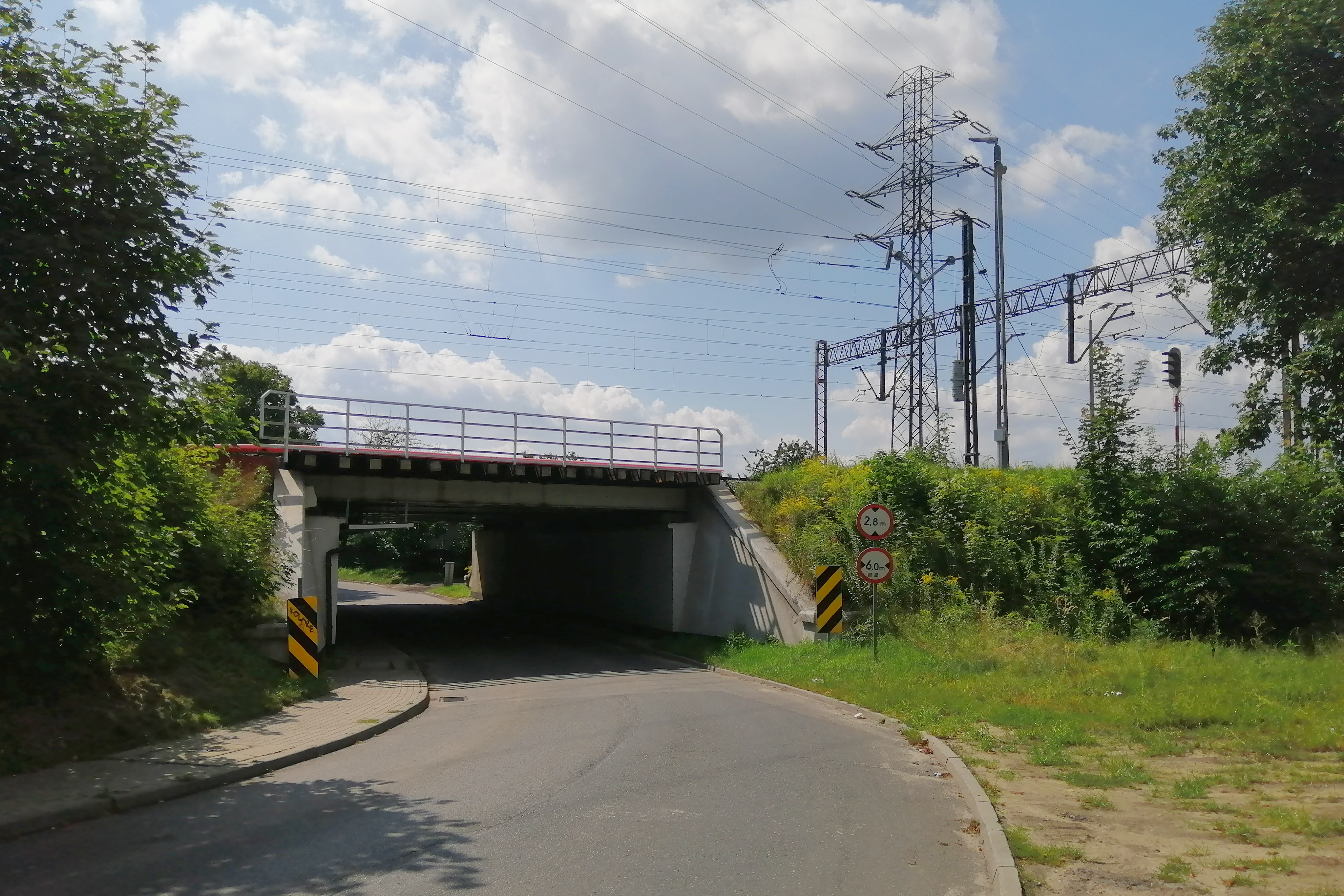
Odcinek ul. Sienkiewicza przebiegający pod wiaduktem linii kolejowej nr 144 w dzielnicy Sowice

Ulica rozpoczyna się na Rondzie ppłk. pil. inż. Karola Gustawa Ranoszka, kierując się dalej na północ. Krzyżuje się z innymi drogami powiatowymi: ulicą Powstańców Śląskich, ulicą Jana Styczyńskiego i ulicą Tadeusza Kościuszki. Na granicy dzielnic Śródmieście-Centrum i Sowice przebiega pod wiaduktem kolejowym linii nr 144. Swój bieg kończy na skrzyżowaniu z ulicą Fabryczną w Sowicach, a jej kontynuacją jest ulica Czarnohucka.
Ulica Sienkiewicza na odcinku od ronda Ranoszka do skrzyżowania z ulicami Styczyńskiego i Powstańców Śląskich posiada cztery pasy ruchu: dwa w stronę północną i dwa w południową.

## Historia
Po wojnie francusko-pruskiej (1870-1871) w Tarnowskich Górach rozpoczęto wytyczanie nowych ulic, wzdłuż których budowano wille z ogrodami oraz kamienice o wysokim jak na tamte czasy standardzie przeznaczone dla powracających żołnierzy. Jedną z nich była ulica Sienkiewicza, która do 1925 oraz w latach 1939–1945 ulica nosiła nazwę Hugostraße upamiętniającą hrabiego Hugona I Henckla von Donnersmarck – założyciela huty w pobliskich Sowicach.
Jednym z pierwszych budynków wytyczonych przy tej ulicy była siedziba starostwa powstałego w 1873 roku powiatu tarnogórskiego (niem. Kreis Tarnowitz). Od 1975 w budynku mieści się Urząd Miejski w Tarnowskich Górach.
Ówczesna Hugostraße została wybrukowana w latach 1898–1912, zaś w latach 1871–1905 znajdowała się przy niej jedna z rogatek miejskich.
W 1907 powstała urzędnicza spółdzielnia mieszkaniowa (Beamtenwohnungs- und Sparverein), która m.in. przy ulicy Sienkiewicza, a także przy obecnych ulicach Nakielskiej, Kościuszki i Powstańców Śląskich, wybudowała z pomocą państwowych funduszy domy o 153 mieszkaniach.
Jeszcze przed I wojną światową ulica została przedłużona poza znajdujący się nieopodal skrzyżowania Hugostraße z Lukaschikstraße oraz Georgstraße Park Strzelecki bractwa kurkowego i zabudowana domami dla urzędników.
Jeszcze w latach międzywojennych u zbiegu ulic Sienkiewicza oraz Bohaterów Monte Cassino stał krzyż upamiętniający cmentarz, na którym chowani byli dziesiątkowani przez zarazę przechodzący przez miasto w 1813 i 1814 w ślad za wojskami Napoleona rosyjscy oraz pruscy żołnierze.
W latach II wojny światowej (1939–1945) niemieckie władze okupacyjne zmieniły nazwę ulicy na General-Hülsen-Strasse.
13 lipca 2016 i 30 lipca 2017 ulicą Sienkiewicza przebiegała trasa wyścigu kolarskiego Tour de Pologne.
Na początku lutego 2021 roku skrzyżowanie ulicy Sienkiewicza z ulicami Powstańców Śląskich i Styczyńskiego zostało zamknięte z powodu budowy w tym miejscu ronda, natomiast znajdujący się przy ul. Sienkiewicza przystanek autobusowy przeniesiony został na ulicę Bohaterów Monte Cassino.

## Budynki

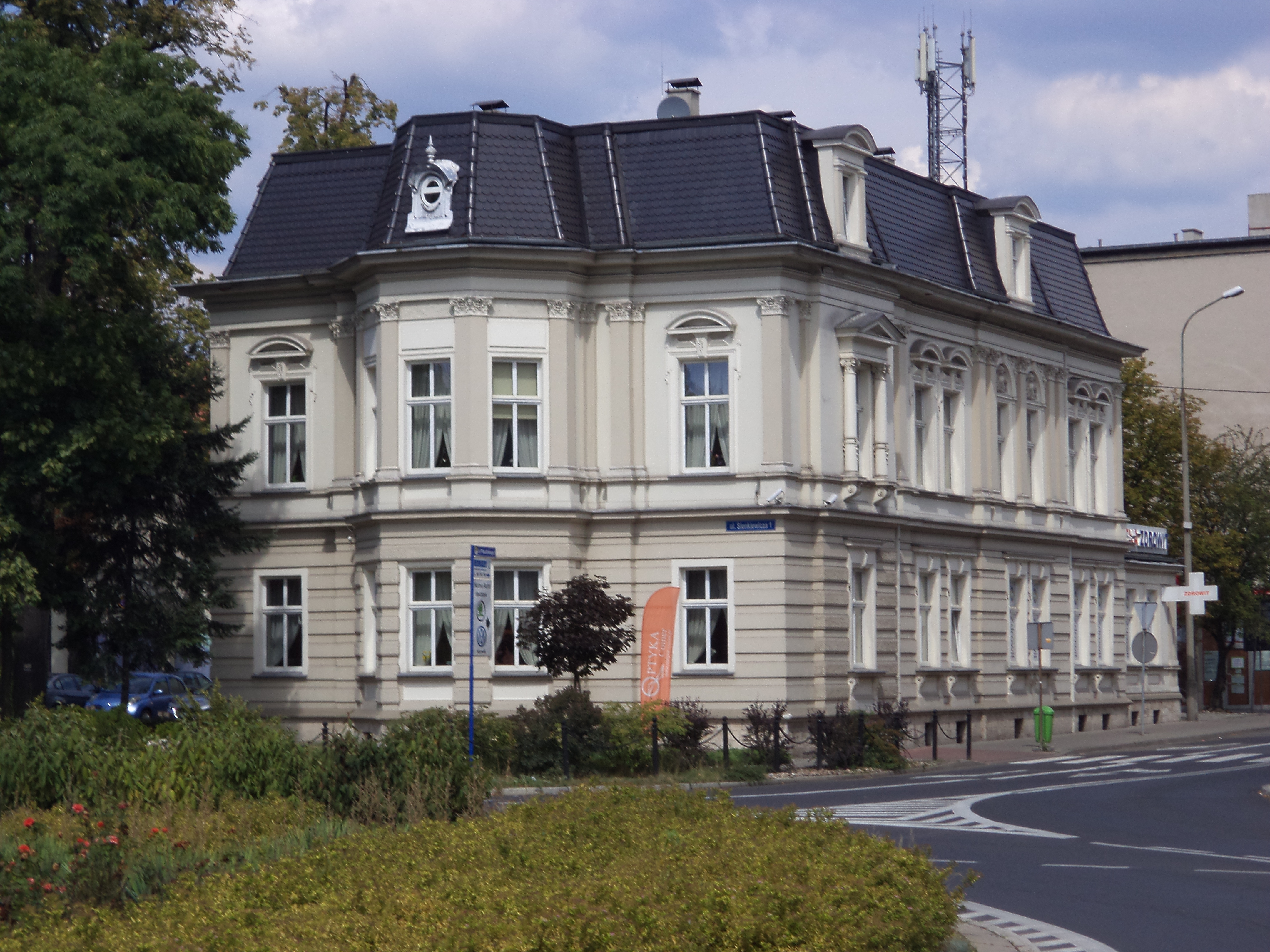
Willa Leschnitzera z 1874 roku, ul. Sienkiewicza 1

Przy ulicy Henryka Sienkiewicza mieści się szereg budynków użyteczności publicznej; często są to też obiekty zabytkowe wpisane do Gminnej Ewidencji Zabytków:
- tzw. Willa Leschnitzera, ul. Sienkiewicza 1 – zabytkowy budynek w stylu baroku francuskiego według projektu Louisa Ehrlicha wybudowany w 1874 na terenie tartaku należącego do Simona Leschnitzera; posiada boniowany parter, piętro zaś ozdobione korynckimi pilastrami i kolumienkami, dach mansardowy; kolejnymi właścicielami Richard Linke, Max Moeller, po II wojnie światowej mieszkania komunalne, obecnie mieści m.in. aptekę, kancelarie radców prawnych oraz biuro poselskie,
- Budynek Urzędu Miejskiego, ul. Sienkiewicza 2 – neorenesansowy budynek z cegły klinkierowej, zwieńczony kamienną balustradą według projektu Heintzego, budowa rozpoczęła się w 1875, oddany do użytku 1 kwietnia 1877, siedziba starostwa tarnogórskiego do 1975,
- budynek z 1876 roku, ul. Sienkiewicza 3 – postawiony na zlecenie Simona Leschnitzera na terenie tartaku, którego Leschnitzer był właścicielem. Mieściła się w nim administracja. Obecnie agencja PZU,
- neobarokowa kamienica z 1905 roku przy ul. Sienkiewicza 4, zaprojektowana i wybudowana przez Hugona Streckera. Na fasadzie znajdują się przedstawienia narzędzi murarskich (cyrkla i węgielnicy) będące jednocześnie symbolami wolnomularskimi (Strecker faktycznie należał do tarnogórskiej loży masońskiej Silberfels)[14]. W 1909 roku w obrębie zabudowań założono fabrykę wyrobów metalowych braci Strancik[15], którą znacjonalizowano po II wojnie światowej (w 1946 roku)[16],
- ul. Sienkiewicza 5 – wczesnomodernistyczna willa stolarza Karla Müllera z 1910 roku; pod spadzistym dachem widoczna wypukła rzeźba siedzącego atlety z piłą na tle wici i liści irysa[14]; obecnie mieści Przedszkole Publiczne nr 4[17],
- ul. Sienkiewicza 6 – budynek szkoły z 1927 roku o formie pałacu, przed wejściem portyk z trzema filarami, początkowo Prywatna Średnia Szkoła Męska i Żeńska mniejszości niemieckiej, obecnie mieści Wieloprofilowy Zespół Szkół, Technikum nr 5, Zasadniczą Szkołę Zawodową nr 5, Centrum Kształcenia Ustawicznego i Wydział Nauk Społecznych Wyższej Szkoły Zarządzania i Administracji w Opolu,
- ul. Sienkiewicza 8 – obecnie Młodzieżowy Dom Kultury, przed 1945 rokiem ewangelicki dom parafialny, zbudowany w l. 1889-1890, rozbudowany w 1901 roku,
- kamienice i wille z końca XIX i początku XX wieku pod numerami: 7, 10, 11[18], 12, 13, 15, 18, 20, 22, 24, 26, 28, 30, 32, 34, 35, 36, 41, 43[19], 45,
- budynek nastawni TGA7.

Na liście zabytków nie znajdują się:
- Powiatowe Centrum Pomocy Rodzinie, ul. Sienkiewicza 16[20] – budynek wzniesiony pod koniec lat 60. XX wieku na terenie dawniej należącym do strzeleckiego bractwa kurkowego. Początkowo mieścił internat dla uczniów szkoły przysposabiającej do zawodów w przemyśle (tzw. „Dom Młodego Robotnika”), a następnie przedszkole i Dom Kultury Zakładów Aparatury Chemicznej „Chemet”[21],
- budynek szkoły – ZSTiO „Mechanik”, ul. Sienkiewicza 23,
- Chemet S.A. Zakłady Aparatury Chemicznej, ul. Sienkiewicza 47,
- Dom dla Bezdomnych Mężczyzn, ul. Sienkiewicza 48[22].

## Komunikacja

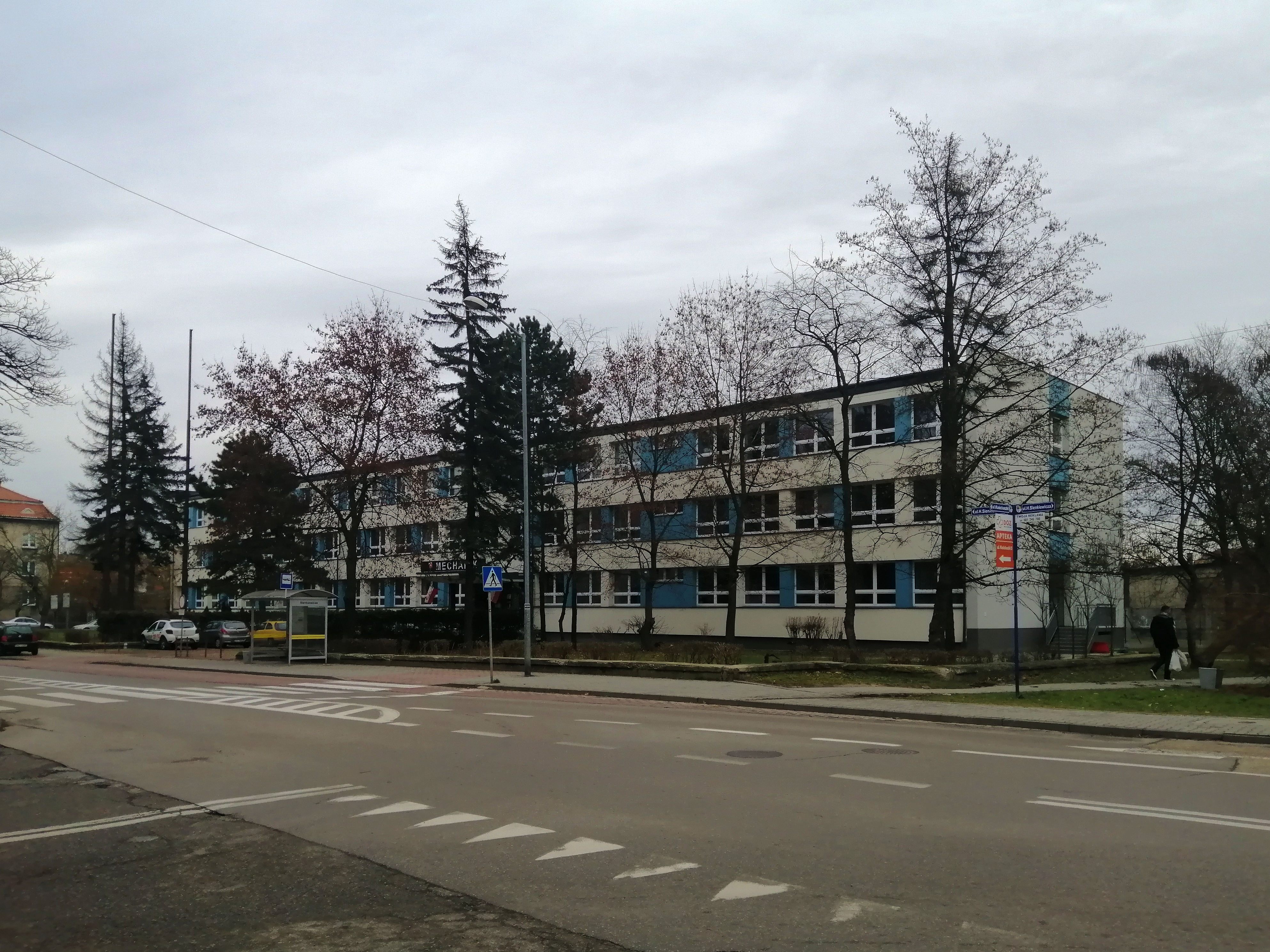
Zespół Szkół Technicznych i Ogólnokształcących „Mechanik” oraz przystanek autobusowy Tarnowskie Góry Sienkiewicza (2022)

Według stanu z grudnia 2022 roku ulicą Sienkiewicza kursują autobusy organizowane przez Zarząd Transportu Metropolitalnego , obsługujące następujące linie:
- 174 (Bobrowniki Śląskie – Sowice Czarna Huta),
- 189 (Tarnowskie Góry Dworzec – Strzybnica Kościelna),
- 671 i 736 (Tarnowskie Góry Dworzec – Pniowiec Pętla),
- 744 (Tarnowskie Góry Dworzec – Tarnowskie Góry Towarowa – Tarnowskie Góry Dworzec),
- 746 (Tarnowskie Góry Dworzec – Sowice Czarna Huta).

Przy ulicy zlokalizowany jest przystanek autobusowy Tarnowskie Góry Sienkiewicza (nieobsługiwany przez autobusy linii 744).

## Mieszkalnictwo
Według danych Urzędu Stanu Cywilnego na dzień 31 grudnia 2022 roku przy ulicy Sienkiewicza zameldowane na pobyt stały były 342 osoby.

## Galeria

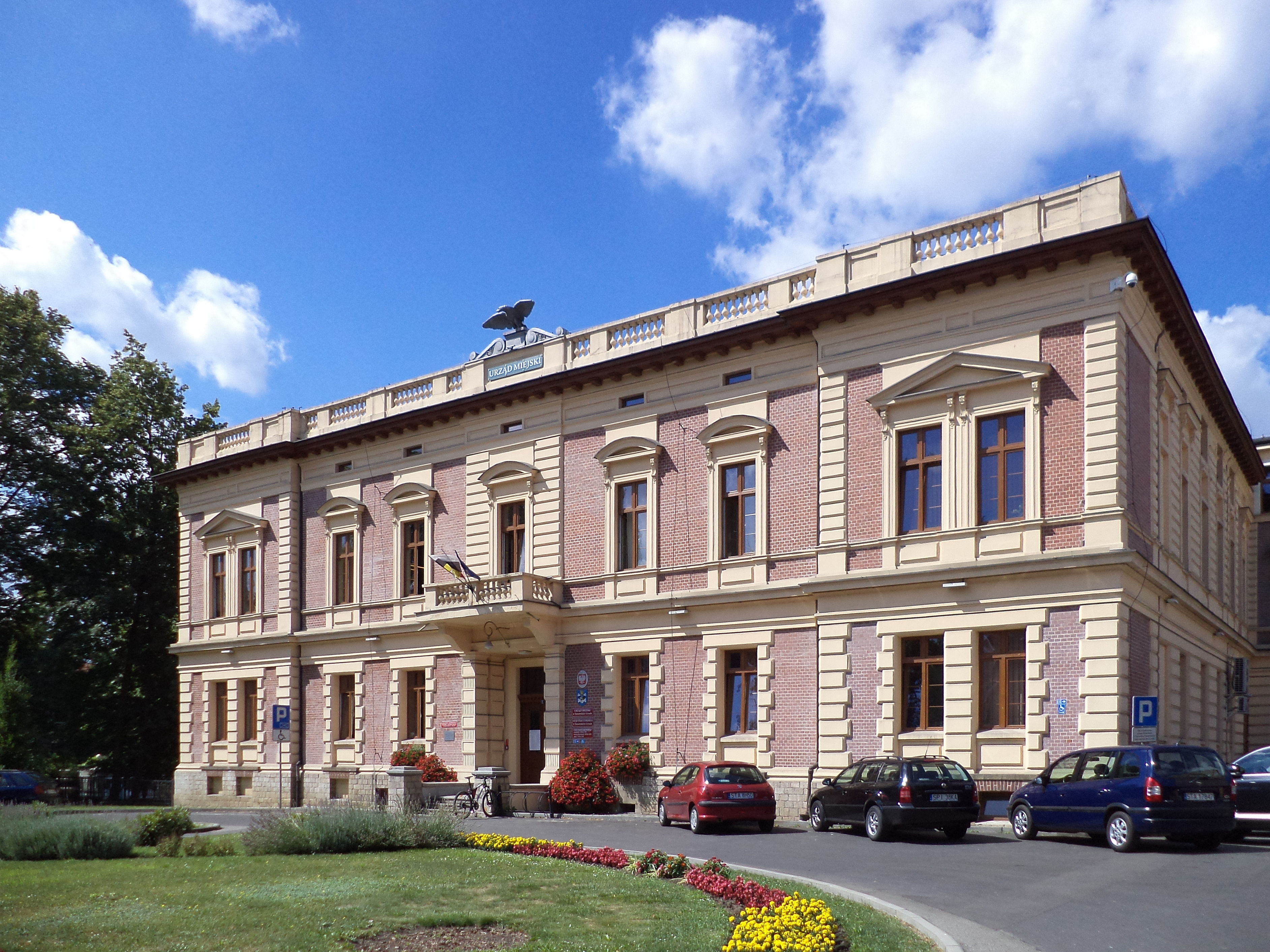
Budynek Urzędu Miejskiego – ul. Sienkiewicza 2
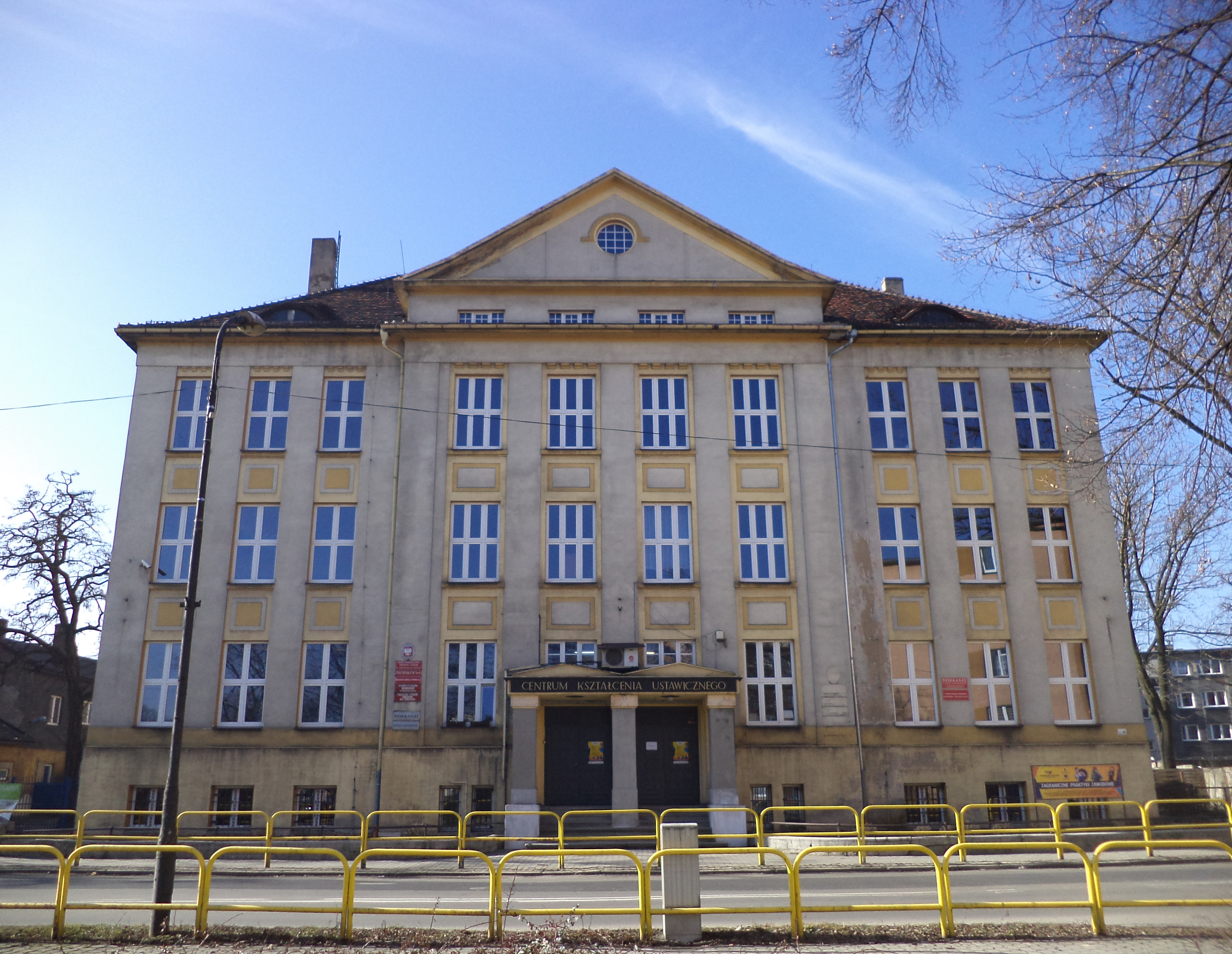
Gmach przy ul. Sienkiewicza 6
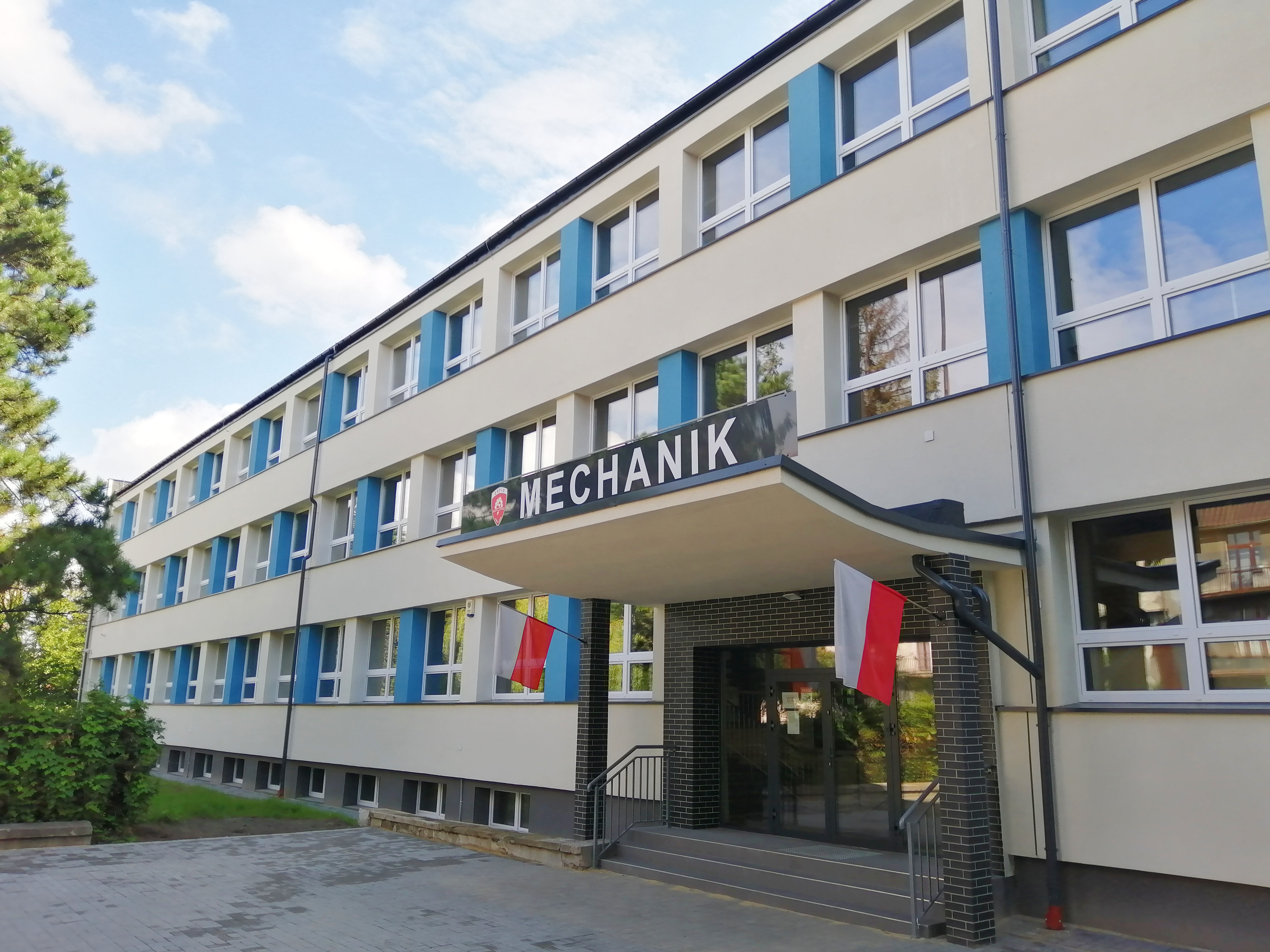
Zespół Szkół Technicznych i Ogólnokształcących „Mechanik” – ul. Sienkiewicza 23
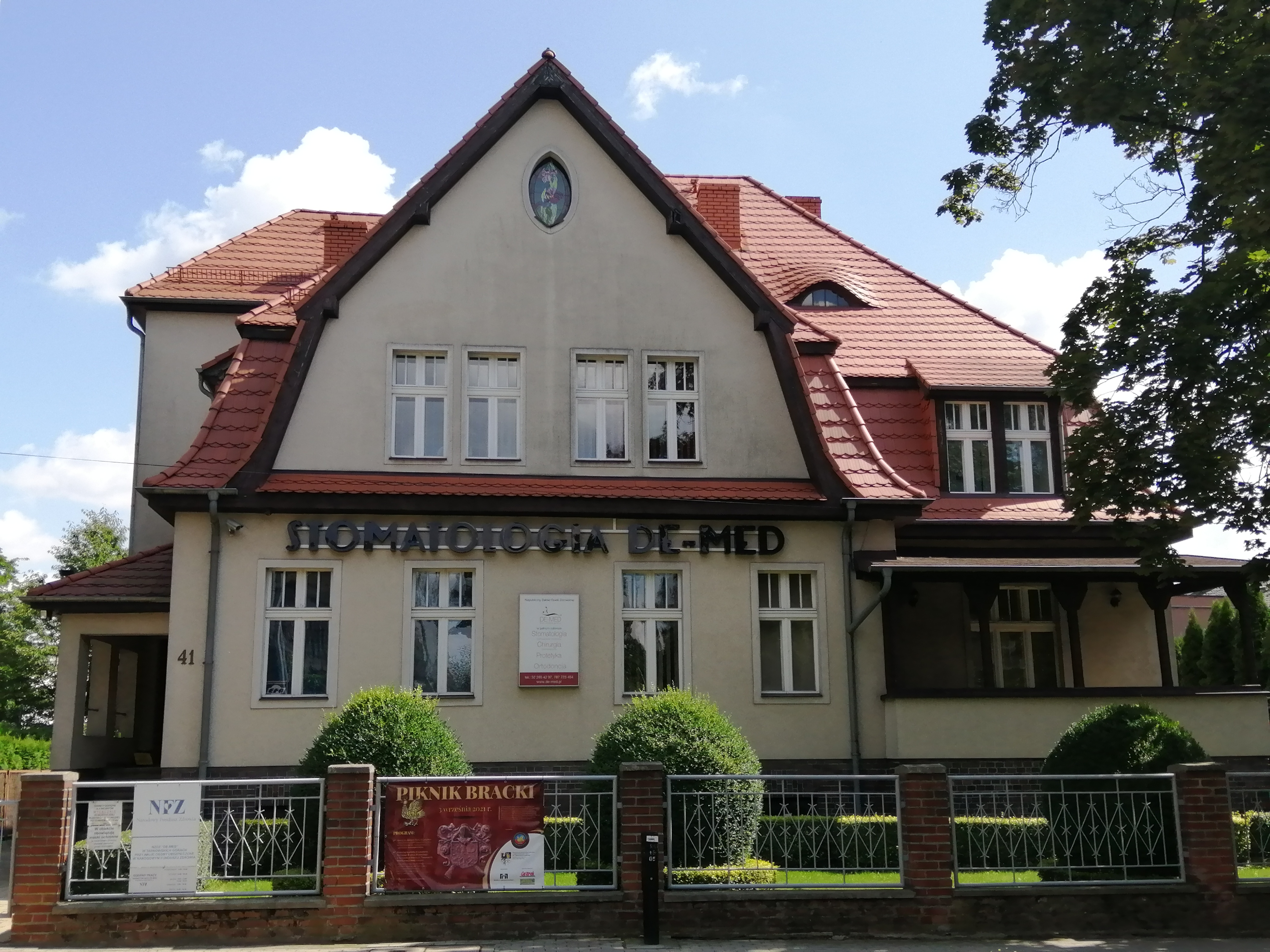
Willa z 1914 roku – ul. Sienkiewicza 41
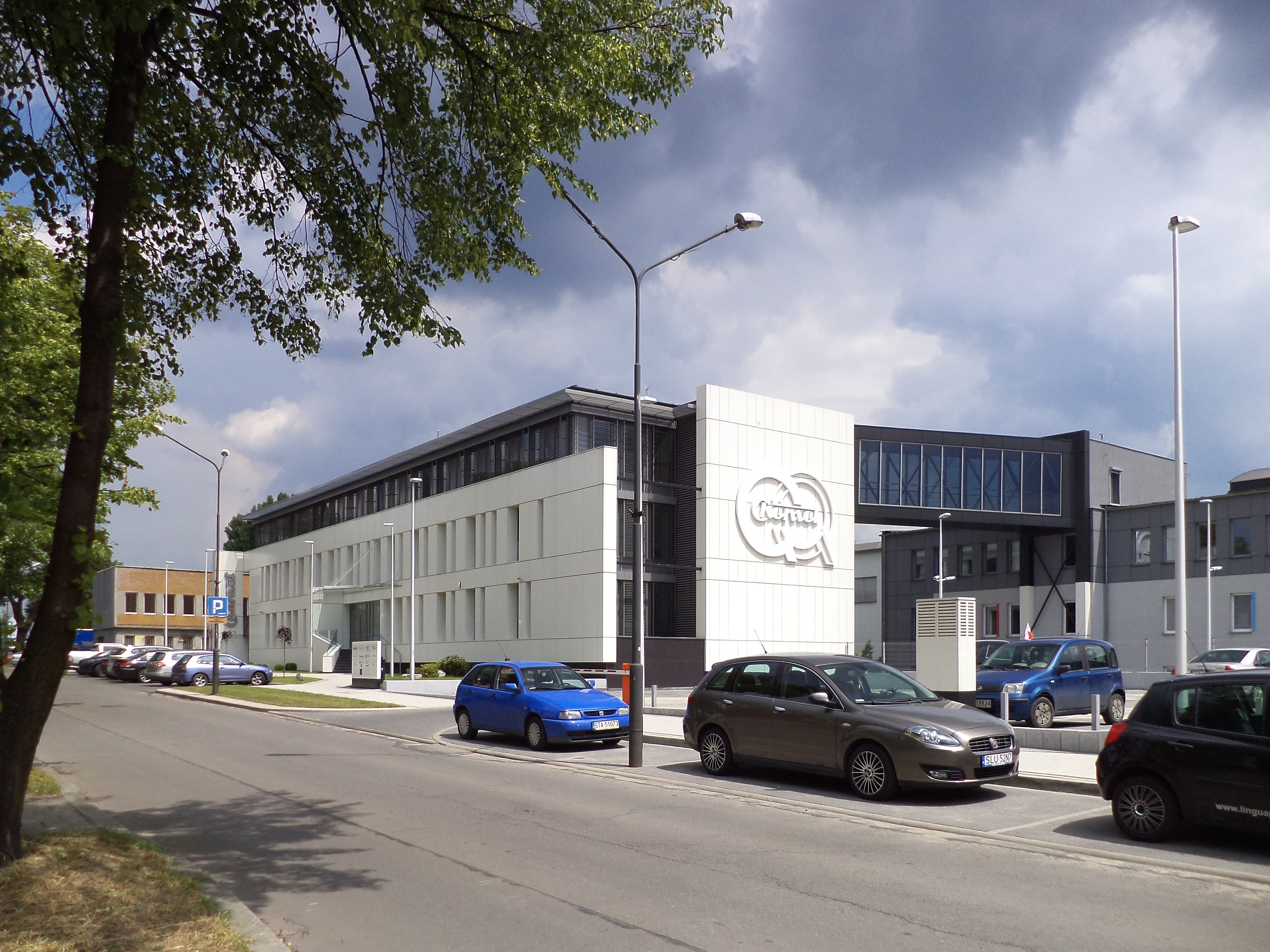
Zakłady Aparatury Chemicznej Chemet S.A. – ul. Sienkiewicza 47